# The Curse of Minerva
In maart 1811 schreef Lord Byron het gedicht The Curse of Minerva, een schotschrift op de daden van de Gotische veroveraar Alarik I en op die van de Schotse Lord Elgin. Elgin was een tijdgenoot van Byron en hij had -net als Alarik- veel vernielingen laten aanrichten aan de tempels op de Akropolis van Athene. Dat laatste was overigens gebeurd met de instemming (een zogenaamde firman) van de Turkse overheerser van het toenmalige Griekenland.

## Tekstfragment
For Elgin's fame thus grateful Pallas pleads,

Below, his name--above, behold his deeds! 

Be ever hailed with equal honour here 

The Gothic monarch and the Pictish peer: 

arms gave the first his right, the last had none, 

But basely stole what less barbarians won.